# Complexo ativado
Complexo ativado é o estado intermediário (estado de transição) formado entre reagentes e produtos, em 
cuja estrutura existem ligações enfraquecidas (presentes nos reagentes) e formação de novas ligações (presentes nos produtos).
Quando a energia potencial do estado de transição é alta, é necessária uma grande quantidade de energia durante a colisão para formar o complexo ativado.
Em uma reação, o complexo ativado possui mais energia que os reagentes ou os produtos.
```
Energia de ativação de uma reação é a energia mínima necessária para que a reação ocorra.
Para que ocorra uma reação são necessárias três condições:
1)Haver colisão entre as moléculas dos reagentes.                      
2)A colisão deve ocorrer numa posição geométrica favorável à formação do respectivo complexo ativado.
3)A colisão deve ocorrer com energia igual ou superior à energia de ativação da reação.
```

É chamado de complexo ativado ou estado de transição quando um átomo de uma molécula colide com outro átomo de outra molécula e quebra a ligação entre eles, passando um átomo de uma molécula para a outra.
Em uma reação química, é a matéria que está no meio termo entre reagentes e produtos, no momento em que o processo atinge a energia de ativação. Não é categorizado nem como reagente, nem produto, por não ter moléculas estáveis.